# IFK Mariestad
IFK Mariestad, egentligen Idrottsföreningen Kamraterna Mariestad är en fotbollsklubb i Mariestad, bildad 1985, som säsongen 2022 spelar i division 3. Klubbens bästa målskytt säsongen 2005 blev Stefan Möller. Några noterbara spelare: Kovan Ahmed, Alfons Keymer, Filip Belfrage, Magnus Flodin, Valdemar Landgren, Henrik Andersson, David Moberg Karlsson och Edris Ahmed Zay.
Under 2019 lyckades laget kval in sig till Division 4 inför säsongen 2020.
IFK Mariestad spelar sina hemmamatcher på Lekevi IP.